# USS Rasher (SS-269)
USS Rasher (SS-269) — американская подводная лодка типа «Гато» времён Второй мировой войны.
Крейсерская подводная лодка «Рэшер» была заложена 4 мая 1942 года на верфи Manitowoc Shipbuilding Co. в Манитовоке, спущена на воду 20 декабря 1942 года. Поступила на службу 8 июня 1943 года. Командиром подлодки был назначен Е. С. Хатчинсон, ранее отстранённый адмиралом Чарльзом Локвудом от командования лодкой USS Grampus (SS-207) за недостаток инициативы.
После испытаний, проводившихся в озере Мичиган, «Рэшер» была спущена вниз по Миссисипи в плавучем сухом доке. После доработки в Новом Орлеане лодка прошла повторные испытания в Панамской бухте, 8 августа 1943 года вышла из Бальбоа и 11 сентября пришла в австралийский Брисбен.

## Первый поход, сентябрь—ноябрь 1943 года
В первый походе, продолжавшемся с 24 сентября по 24 ноября 1943 года, «Рэшер» патрулировала Макасарский пролив и Целебесское море. 9 октября, на закате, из подводного положения было атаковано и потоплено грузо-пассажирское судно «Коганэ-мару». Через четыре дня около порта Амбон лодка обнаружила конвой из четырёх торговых судов в сопровождении двух эсминцев и гидросамолёта «Пит». Дав два залпа по три торпеды, лодка применила экстренное погружение, чтобы избежать атаки глубинными бомбами с эсминцев и самолёта. Сухогруз «Кенкоку-мару» разломился надвое и затонул, пока корабли эскорта предпринимали тщетные попытки обнаружить лодку.
31 октября, во время патрулирования судоходных путей у побережья Борнео, «Рэшер» начала преследование сухогруза «Корюо-мару», но из-за присутствия в воздухе патрулирующего гидросамолёта не смогла начать атаку днём. После наступления темноты лодка всплыла и потопила танкер.
Следующей мишенью стал танкер «Танго-мару», 8 ноября потерявший корму в результате подрыва трёх торпед. Экстренное погружение помогло уйти от кораблей эскорта. В полночь «Рэшер» атаковала конвой в Макасарском проливе, но активное противодействие эсминцев не позволило провести результативную атаку. Исчерпав запас торпед, лодка прибыла во Фримантл 24 ноября.
Хатчинсон был повышен до командира дивизии подводных лодок.

## Второй поход, декабрь 1943 года — январь 1944 года
Новым командиром подлодки был назначен Уиллард Росс Лафон, до этого служивший на подлодке USS R-1 (SS-78). После обслуживания «Рэшер» вышла в свой второй поход 19 декабря 1943 года — патрулирование в Южно-Китайском море у Борнео.
Ночью 4 января 1944 года во время атаки конвоя из трёх танкеров первая торпеда взорвалась преждевременно, и лодка была обнаружена эскортными кораблями. «Рэшер» преследовала танкер «Хакко-мару», но он был торпедирован подлодкой USS Bluefish (SS-222). «Рэшер» атаковала другую цель из подводного положения, экипаж услышал несколько взрывов, но подтвердить потопление не удалось. На следующее утро «Рэшер» выпустила четыре торпеды по третьему танкеру, «Киё-мару», две торпеды поразили цель и привели к сильному взрыву, потопившему судно.
В ходе патрулирования лодка установила мины в Сайгонской бухте. Атаки на конвои 11 и 17 января были безрезультатными из-за преждевременного подрыва торпед и противодействия эскорта. Через неделю «Рэшер» вернулась во Фримантл.

## Третий и четвёртый походы, февраль — июнь 1944 года
В третьем боевом походе «Рэшер» находилась с 19 января по 4 апреля 1944 года, патрулируя возле побережья Явы и в Целебесском море. 25 февраля лодка атаковала японский конвой у побережья Бали, потопив сухогруз «Танго-мару», перевозивший яванских рабочих (ромуся) и голландских военнопленных. «Танго-мару» затонул в течение пяти минут, число погибших составило около 3000 человек. Через полчаса был потоплен транспорт «Рюсей-мару» вместе с пятью тысячами японских солдат. После перехода в Целебесское море через Макасарский пролив лодка потопила сухогруз «Наттай-мару» 3 марта, затем, по пути на базу, потопила «Нитинан-мару» 27 марта.
«Рэшер» вернулась к патрулированию Макасарского пролива и Целебесского моря во время четвёртого похода, продолжавшегося с 30 апреля до 23 июня. 11 мая лодка потопила сухогруз «Тёй-мару», затем канонерскую лодку «Ансю-мару» 29 мая и танкер «Сиойя-мару» у побережья Манадо 8 июня. Через шесть дней лодка потопила сухогруз «Коан-мару».

## Пятый поход, 22 июля — 3 сентября 1944 года
Лафона сменил командир Генри Мансон. Пятый поход лодка провела вместе с Bluefish, патрулируя район в Южно-Китайском море к западу от Лусона.
5 августа в тридцати милях к югу от Скарборского рифа «Рэшер» выпустила залп из шести торпед по самому крупному судну небольшого конвоя и немедленно ушла на глубину. Вскоре экипаж насчитал пять взрывов и услышал звуки разламывающегося корпуса — ко дну пошло военное грузовое судно «Сирогасенан-мару».
18 августа «Рэшер» обнаружила несколько японских самолётов, являвшихся, по всей видимости, прикрытием важного конвоя. Ночью в условиях плохой видимости из-за дождя, лодка обнаружила радаром шедший 13-узловым ходом конвой из 13 судов прикрываемых шестью эскортными кораблями. Выйдя на позицию атаки, лодка выпустила две торпеды из надводного положения с дистанции 2600 метров по танкеру «Тейо-мару». Обе торпеды попали в цель, что привело к мощному взрыву перевозившегося бензина — столб пламени поднялся на высоту 300 метров, фрагменты судна разлетелись в радиусе 460 метров. Корабли эскорта безрезультатно атаковали лодку артиллерией и глубинными бомбами. Во время второй атаки с дистанции 3000 метров «Рэшер» выпустила залп из шести торпед. Три торпеды (по другим данным — две) поразили крупный транспорт «Тейя-мару» водоизмещением 17 000 тонн, что привело к гибели 2665 японских солдат. На расчётной дистанции 3600 метров экипаж услышал взрыв ещё одной торпеды. Затем лодка развернулась для стрельбы кормовыми торпедными аппаратами. Три из четырёх торпед поразили затонувший эскортный авианосец «Тайо», зафиксировано попадание четвёртой торпеды в неизвестное судно.
Пока на лодке перезаряжали торпедные аппараты, конвой разделился на две группы. «Рэшер» начала преследование группы, шедшей на северо-запад, а «Блюфиш» перехватила оставшиеся суда, шедшие прежним курсом на юго-запад, и потопила два танкера. «Рэшер» выпустила четыре торпеды из носовых аппаратов с дистанции 2000 метров, три из них поразили грузовой транспорт «Эйсин-мару», вызвав детонацию боеприпасов. Четвёртая торпеда попала в неустановленное судно. После разворота «Рэшер» выпустила ещё две торпеды из кормовых аппаратов. Торпеды попали в «Носиро-мару», который в результате сбавил ход до пяти узлов и пошёл обратным курсом. Вскоре к «волчьей стае» присоединилась лодка USS Spadefish (SS-411) и потопила два оставшихся судна.
Исчерпав запас торпед, «Рэшер» направилась на базу Мидуэй. Командир подлодки Генри Мансон принял участие в совещании, в ходе которого его наблюдения сопоставлялись с расшифрованными радиограммами японцев. После окончания войны было установлено, что «Рэшер» потопила самый большой тоннаж за один поход — этот рекорд будет побит в ноябре 1944 года, когда лодка USS Archerfish (SS-311) потопит крупнейший авианосец «Синано» водоизмещением более 70 тысяч тонн.
Подлодка была направлена в Сан-Франциско для обслуживания и перевооружения на военно-морской верфи. «Рэшер» получила новое пятидюймовое орудие, стратосферно-тропосферный радар и другие улучшения.

## Шестой, седьмой и восьмой походы, январь — август 1945 года
Следующим командиром лодки был назначен Бенджамин Эрнест Адамс-младший. «Рэшер» вышла из Сан-Франциско 20 декабря 1944 года, прибыв на Мидуэей в начале января 1945 года. В свой шестой поход лодка отправилась 29 января в составе «волчьей стаи», куда входили также USS Pilotfish (SS-386) и USS Finback (SS-230). Районом патрулирования была назначена южная часть Восточно-Китайского моря. «Рэшер» атаковала два судна 15 февраля, но промахнулась. На следующий день лодка обнаружила конвой противника, но не смогла занять позицию для атаки. Атака на другой конвой также закончилась безрезультатно. Не имея других подходящих целей, лодка завершила патрулирование и 16 марта прибыла в Гуам.
Во время седьмого и восьмого походов лодкой командовал Чарльз Дерик Нейс. Седьмой поход проходил с 17 апреля по 29 мая 1945 года, но его результаты не сильно отличались от предыдущего — удалось потопить артиллерийским огнём два небольших судна у побережья Хонсю, где лодка действовала в качестве спасательной станции для американских самолётов. 29 мая «Рэшер» вернулась на Мидуэй.
23 июня 1945 года «Рэшер» вышла с базы Мидуэй к южному побережью Формозы в качестве спасательной станции. Затем лодка получила приказ перейти в Сиамский залив, во время перехода она встретила окончание Второй мировой войны и прибыла на Филиппины. 31 августа лодка направилась из базы Субик-Бей через Пёрл-Харбор и Панамский канал в Нью-Йорк, куда прибыла 6 октября. После прохождения обслуживания «Рэшер» была декомиссована 22 июня 1946 года, включена в состав Резервного Атлантического флота ВМС США и перемещена на базу в Гротоне.
Суммарный тоннаж потопленных «Рэшер» японских судов составил 99 901 тонну, что помещает лодку на второе место по этому показателю среди американских подводных лодок Второй мировой войны.

## Радиолокационный дозор, 1953—1960 годы
Лодка вернулась в состав резервных сил 14 сентября 1951 года под командованием В. Д. Элая. «Рэшер» была переклассифицирована в подводную лодку радиолокационного дозора, получила номер SSR-269 и прошла переоборудование на военно-морская верфи Филадельфии, завершившееся 22 июля 1953 года. Тогда же был назначен новый командир — Р. Стичер. Подлодка вышла из Нью-Лондона 12 ноября и 17 сентября прибыла в Сан-Диего.
Следующие два года лодка была задействована в различных операциях на западном побережье, от штата Вашингтон до Акапулько. 4 января 1956 года «Рэшер» была переведена в 7-й флот и принимала участие в совместных операциях ВМС США и SEATO. 3 июля 1956 года лодка вернулась в Сан-Диего. Второй период службы в западно-тихоокеанском регионе проходил с 4 марта по 4 сентября 1958 года, в остальное время «Рэшер» принимала участие в учениях по противолодочной обороне и использовалась в качестве судна раннего предупреждения.
28 сентября 1959 года подводная лодка была направлена на Дальний Восток. Принимала участие в составе 7-го флота крупных учениях «Blue Star», проводившихся совместно с Китайской Республикой. В мае 1960 года «Рэшер» приняла участие в фестивале «Чёрные корабли», проводившемся в Симоде в честь прибытия в Японию коммодора Перри в 1853 году. Лодка вернулась в Сан-Диего 20 июня.

## Война во Вьетнаме
1 июля 1960 года «Рэшер» была переклассифицирована во вспомогательную подводную лодку и получила обозначение AGSS-269. Переоборудование проводилось на военно-морской верфи Мар-Айленд. Служба в западно-тихоокеанском регионе продолжалась до 15 февраля 1963 года, когда лодка встала на обслуживание в Сан-Диего.
В следующем году AGSS-269 была задействована в совместных учениях ударных кораблей американского и канадского флотов. Следующее назначение лодка получила 3 августа 1964 года — в её задачи входили поддержка операций 7-го флота у побережья Вьетнама и совместные с SEATO учения по противолодочной обороне.
После возвращения в Сан-Диего 5 февраля 1965 года «Рэшер» использовалась для отработки противолодочной обороны и амфибийных операций. Затем лодка снова была направлена в западно-тихоокеанский регион, где с 3 января по 17 июля 1966 года участвовала в операциях 7-го флота США и совместных учениях с подразделениями Южной Кореи, Тайваня и Таиланда.
В дальнейшем «Рэшер» использовалась в качестве учебной базы для тренировки SEAL и подразделений противолодочной обороны. Лодка была декомиссована 27 мая 1967 года, затем была отбуксирована в Портленд, штат Орегон, где стала учебной подлодкой для тренировки резервистов ВМС. 20 декабря 1971 года «Рэшер» была исключена из списков флота.
Подводная лодка «Рэшер» получила благодарность Президента за боевую службу за первый, третий, четвёртый и пятый походы во время Второй мировой войны. Также лодка получила семь боевых звёзд за службу во время Второй мировой войны и две звезды за участие в операциях во время Вьетнамской войны.